# Lynowyzja
Lynowyzja (ukrainisch Линовиця; russisch Линовица Linowiza) ist eine Siedlung städtischen Typs im Süden der ukrainischen Oblast Tschernihiw mit etwa 2700 Einwohnern (2014).

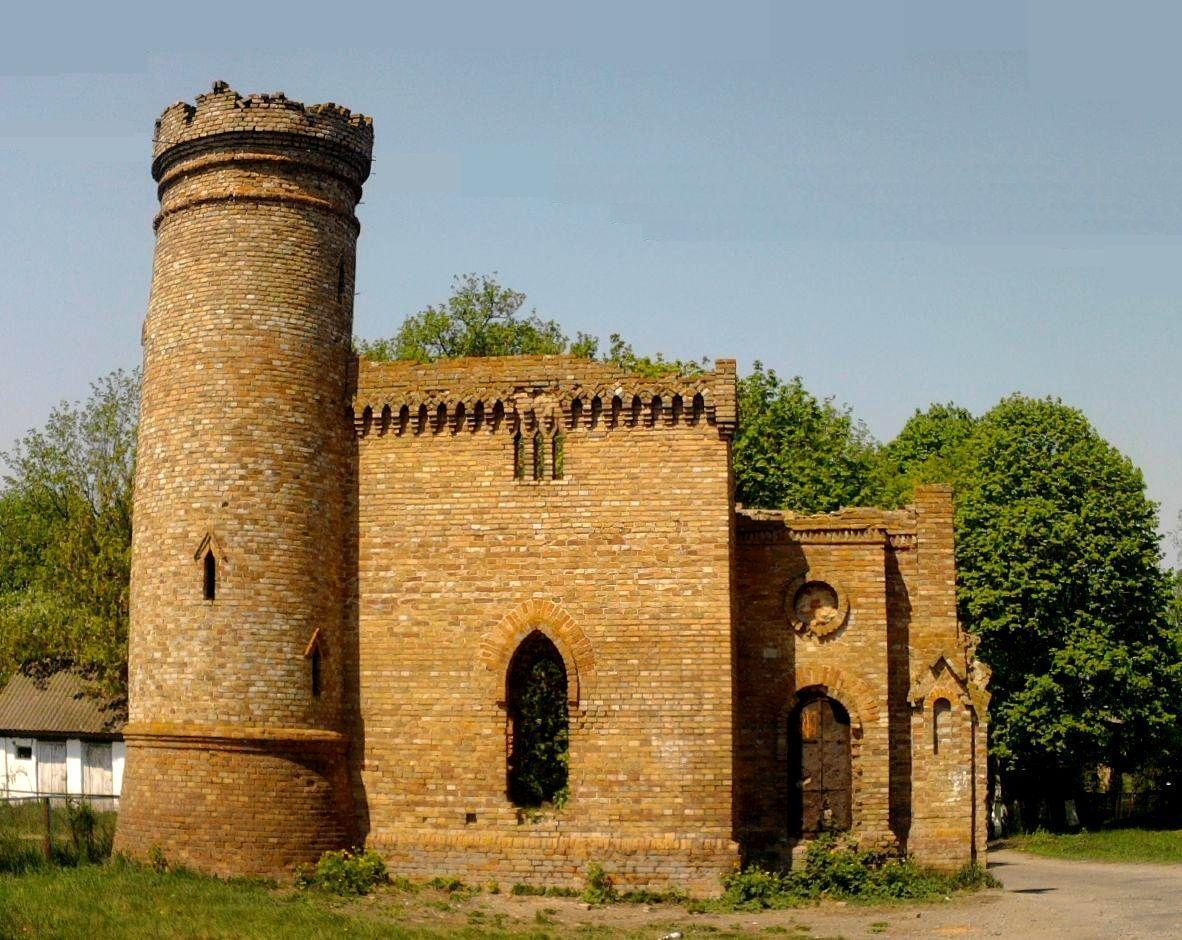
Turmruine "Comet de Balmen" in Lynowyzja

Die Ortschaft wurde 1629 gegründet und besitzt seit 1960 den Status einer Siedlung städtischen Typs. Lynowzyja liegt an der Regionalstraße P–67 etwa 170 km südöstlich vom Oblastzentrum Tschernihiw und 15 km südlich vom Rajonzentrum Pryluky. Die Siedlung besitzt eine Bahnstation an der Bahnstrecke Pryluky–Hrebinka.

## Verwaltungsgliederung
Am 22. August 2017 wurde die Siedlung zum Zentrum der neugegründeten Siedlungsgemeinde Lynowyzja (Линовицька селищна громада/Lynowyzka selyschtschna hromada). Zu dieser zählten auch die 9 Dörfer Bubniwschtschyna, Dankiwka, Lutajka, Mokljaky, Mochniwka, Netjahiwschtschyna, Nowa Hreblja, Onyschtschenkiw und Stassiwschtschyna sowie die Ansiedlung Selenyj Haj, bis dahin bildete sie die gleichnamige Siedlungsratsgemeinde Lynowyzja (Линовицька селищна рада/Lynowyzka selyschtschna rada) im Süden des Rajons Pryluky.
Am 12. Juni 2020 kam noch die 6 in der untenstehenden Tabelle aufgelisteten Dörfer zum Gemeindegebiet.
Folgende Orte sind neben dem Hauptort Lynowyzja Teil der Gemeinde:
| Name                     | Name        | Name                             |
| ukrainisch transkribiert | ukrainisch  | russisch                         |
| ------------------------ | ----------- | -------------------------------- |
| Bohdaniwka               | Богданівка  | Богдановка (Bogdanowka)          |
| Bubniwschtschyna         | Бубнівщина  | Бубновщина (Bubnowschtschina)    |
| Dankiwka                 | Даньківка   | Даньковка (Dankowka)             |
| Hlynschtschyna           | Глинщина    | Глинщина (Glinschtschina)        |
| Lutajka                  | Лутайка     | Лутайка (Lutaika)                |
| Mochniwka                | Мохнівка    | Мохновка (Mochnowka)             |
| Mokljaky                 | Мокляки     | Мокляки (Mokljaki)               |
| Netjahiwschtschyna       | Нетягівщина | Нетяговщина (Netjagowschtschina) |
| Nowa Hreblja             | Нова Гребля | Новая Гребля (Nowaja Greblja)    |
| Onyschtschenkiw          | Онищенків   | Онищенков (Onischtschenkow)      |
| Polonky                  | Полонки     | Полонки (Polonki)                |
| Stassiwschtschyna        | Стасівщина  | Стасевщина (Stassiwschtschina)   |
| Topolja                  | Тополя      | Тополя                           |
| Turkiwka                 | Турківка    | Турковка (Turkowka)              |
| Udajzi                   | Удайці      | Удайцы (Udaizy)                  |

## Persönlichkeiten
Der russisch-ukrainische Künstler, Schriftsteller, Offizier und Freund von Taras Schewtschenko Jakow Petrowitsch de Balmen kam am 28. Juli 1813 in Lynowyzja zur Welt.